# Anders
 For alternative betydninger, se Anders (flertydig). (Se også artikler, som begynder med Anders)
Anders er et skandinavisk drengenavn, der er afledt af det græske navn Andreas. Dette kommer af det græske ord aner (genitiv: andros), som betyder "mand" eller "menneske". I Danmark er der ifølge Danmarks Statistik 34.987 personer i 2012 med navnet Anders, hvilket gør det til det 14. mest benyttede drengenavn. Anders har navnedag 30. november.
Af navnet har man de afledte efternavne Andersen, Anderson, Andersson, der alle betyder "Anders' søn" samt pigenavnet Andersine, der nu især er kendt som navnet på Disney-figuren.

## Kendte personer med navnet
- Hellig Anders af Slagelse (død 1205).
- Anders Andersen, tidligere minister.
- Anders W. Berthelsen, dansk skuespiller.
- Anders Bodelsen, dansk forfatter.
- Anders Breivik, norsk terrorist.
- Anders Celsius, svensk astronom.
- Anders Hansen, golfspiller.
- Anders Thomas Jensen, dansk manuskriptforfatter og filminstruktør.
- Anders Kjølholm, dansk bassist i Volbeat
- Anders Koppel, dansk musiker og komponist
- Anders Lund Madsen, dansk mediestjerne.
- Anders Matthesen eller Anden, dansk komiker og rapper.
- Anders Fogh Rasmussen, tidligere dansk statsminister.
- Anders Samuelsen, dansk politiker.
- Anders Sandøe Ørsted, retslærd, embedsmand og minister.

## Navnet anvendt i fiktion
- Anders And, dansk navn for tegneseriefiguren Donald Duck.